# Précipice à bisons

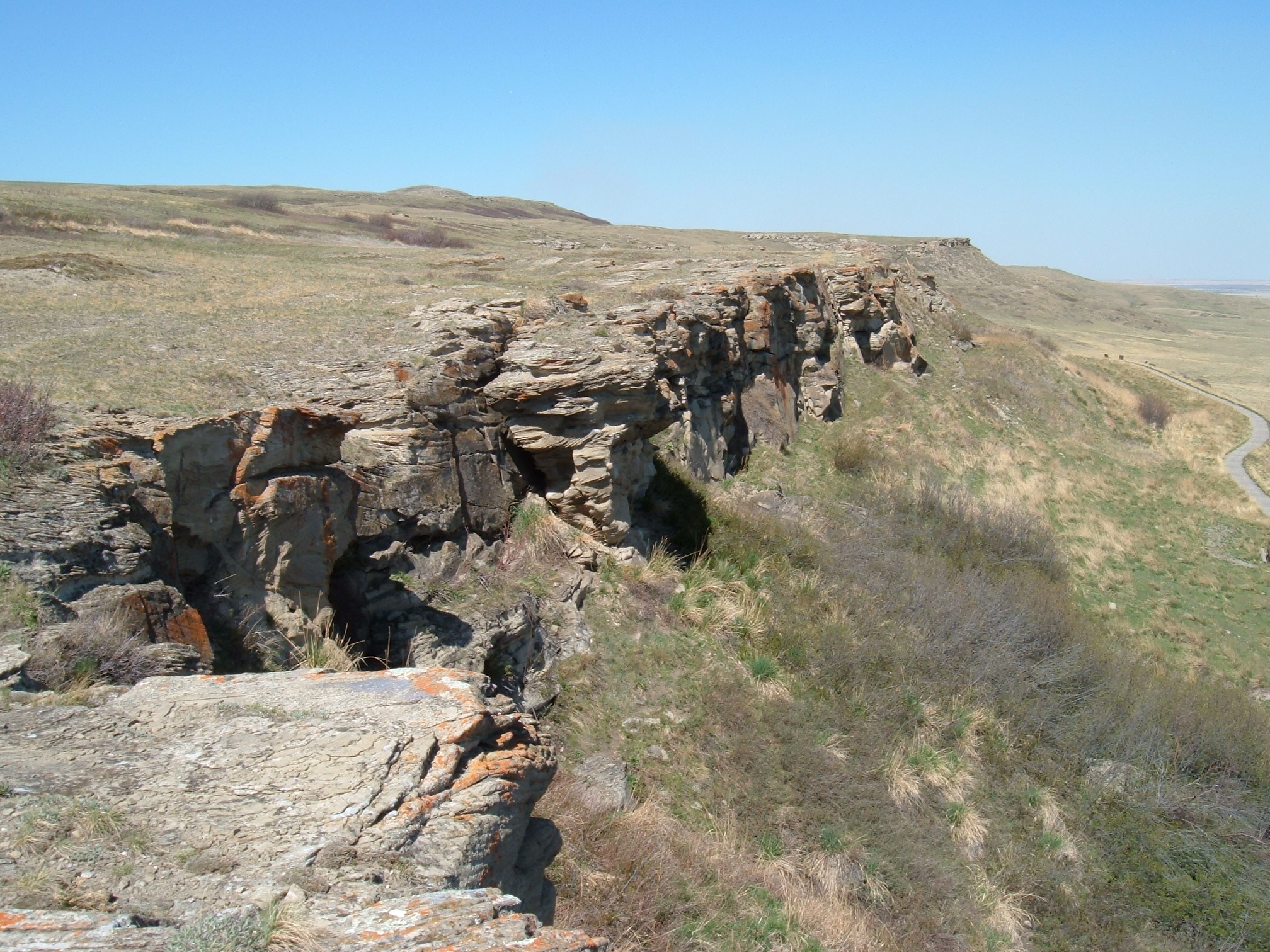
Précipice à bisons Head-Smashed-In.

Un précipice à bison est un lieu employé par les Nord-Amérindiens pour chasser des bisons en conduisant une partie d’un troupeau à se précipiter du haut d’une falaise. 
Cette technique de chasse ancestrale s’est généralisée autour du Ier siècle. Elle était très certainement mise en œuvre de manière collective et a probablement existé jusqu’en 500 / 600, quand les arcs et les flèches se sont répandus dans les plaines.[réf. souhaitée]

## Technique
Les précipices à bison peuvent généralement être identifiés par la présence de cairns qui représentent des couloirs par lesquels les bisons étaient dirigés vers la falaise. Ces corridors s’étendent souvent sur des kilomètres. Les précipices à bison livrent en général de nombreux vestiges archéologiques témoignant du traitement des carcasses et les camps sont toujours proches. Les précipices à bison les plus connus sont Glenrock, Big Goose Creek, Vore, Head-Smashed-In et Olsen Chubbaock.

## Équivalent européen durant la Préhistoire
Il est probable que certains sites du Paléolithique moyen européen tels que Coudoulous, La Borde ou Mauran aient fonctionné de manière analogue pour la chasse au bison ou à l’aurochs. Les Néandertaliens mettaient à profit des pièges naturels (falaises, avens) pour abattre en masse de grands bovidés et assurer leur subsistance.